# Karlheinz Schauder
Karlheinz Schauder  (* 22. September 1931 in Mannheim; † 27. Januar 2021 in Landstuhl) war ein deutscher Autor, Lokalhistoriker und Literaturkritiker.

## Leben
Schauder war der Sohn eines Schreinermeisters, welcher schon 1941 verstarb. Er wuchs in Mannheim auf und besuchte dort die Volks- und Oberschule. 1952 legte er sein Abitur an einem naturwissenschaftlichen Gymnasium in Ludwigshafen ab. Bezüglich seiner hervorragenden Leistungen in Deutsch hatte er einen Briefkontakt mit Thomas Mann. 1955 zog er nach Landstuhl um. Ab 1958 wurde er freier Mitarbeiter der Rheinpfalz. Als Autor schrieb er vor allem Kritiken, Porträts und Rezensionen. Schauder absolvierte eine Ausbildung im gehobenen Postdienst und wurde ab 1988 Amtsvorsteher. Er arbeitete in verschiedenen Gremien der evangelischen Kirche mit und beschäftigte sich mit christlicher Dichtung. 1993 trat Schauder als Postoberamtsrat in den Ruhestand.
Schauder befasste sich intensiv mit der lokalen Historie, z. B. mit Franz von Sickingen, und veröffentlichte zahlreiche Werke in Büchern, Zeitungen, Zeitschriften sowie im Rundfunk und Fernsehen. Er schrieb 1968 ein Drehbuch zu einem Fernsehfilm über Manfred Hausmann, der im ZDF gezeigt wurde.
Karlheinz Schauder hinterließ seine Frau Irmgard (geborene Edinger, 1936–2022) und zwei erwachsene Töchter.

## Mitgliedschaften
- Verband deutscher Schriftsteller (VS Rheinland-Pfalz)
- Förderkreis deutscher Schriftsteller Rheinland-Pfalz
- Franz-Kafka-Gesellschaft
- Gertrud von le Fort-Gesellschaft
- Literaturlandschaften
- Literarischer Verein der Pfalz

## Auszeichnungen
- 1952: Scheffelpreis
- 1995: Medienpreis des Bezirksverbands Pfalz, 2. Preis[5]
- 2003: Franz von Sickingen-Ehrenmedaille
- 2006: Verdienstmedaille des Landes Rheinland-Pfalz

## Werke (Auswahl)
- Reise-Aufenthalte, auf literarischer Spurensuche in der Pfalz, Bayern und Paris. Pro Message Verlag, Ludwigshafen am Rhein 2009, ISBN 978-3-934845-46-6
- Franz von Sickingen. Institut für Pfälzische Geschichte und Volkskunde, Kaiserslautern 2006, ISBN 978-3-927754-57-7
- Lob der Westpfalz, 130 Stimmen aus neun Jahrhunderten. Otterbach, Arbogast 2005, ISBN 978-3-87022-318-2
- „Franz haiß ich – Franz pleip ich“ – Das Sickingen-Lesebuch, Stimmen und Bilder aus fünf Jahrhunderten. Otterbach, Arbogast 1999, ISBN 3-87022-260-3
- Sie waren hier, literarische Spurensuche in der Pfalz. Otterbach, Arbogast 1996, ISBN 978-3-87022-228-4
- Manfred Hausmann, Dichtung und Deutung, Heft 8. Wuppertal 1963
- Daniel in der Löwengrube, Eine Sprechmotette. Weinheim/Bergstr., Dt. Laienspiel-Verl. 1960